# Devil May Cry – Démonvadászok
A Devil May Cry – Démonvadászok (デビル メイ クライ; Debiru Mei Kurai; angol nyelvterületen gyakran Devil May Cry: The Animated Series) japán animesorozat, ami a Capcom Devil May Cry videójáték-sorozata alapján készült, de kis mértékben Dante Alighieri Isteni színjátéka is ihletet adott. A sorozatot a Madhouse stúdió készítette, rendezője Itagaki Sin volt. A történetet, amely a Devil May Cry és a Devil May Cry 4 videójátékok cselekménye között játszódik, Inoue Tosiki írta, a szövegkönyv elkészítésében Morihasi Bingo, a játék harmadik és negyedik részének írója is részt vett. Japánban a WOWOW csatorna sugározta 2007. június 14. és szeptember 6. között 12 epizódon keresztül.
Angol nyelvterületre az ADV Films licencelte, de végül a Funimation Entertainmenthez kerültek a jogok. Televízióban a Funimation Channel és a Chiller vetítette Észak-Amerikában. Magyarországon a Mirax jelentette meg DVD-n, a televízióban nem tűzték műsorra.

## Történet
A sorozat története a játék első és negyedik része közé sorolható.
A történetben a főhős félvér, Dante saját irodájában, a Devil May Cry-ban unja el és lustálkodja végig napjait, s csak akkor dolgozik, ha küldetést kap, de közben növeli egyre jobban az adósságait.
A történetben két új, de állandó szereplő is feltűnik: Morrison (Dante ügynöke) és Patty (akit az első rész elején mentett meg)
A 12 részes anime 1–9. része csak hétköznapi és harci cselekményt mutat be; a 10–12. rész már a harcról szól.

## Szereplők
Dante (ダンテ)
Szinkronhangja: Morikava Tosijuki  (japán), Reuben Langdon (Justin Cause) (angol), Seder Gábor (magyar)
Trish (トリッシュ; Torissu; Hepburn: Torisshu)
Szinkronhangja: Tanaka Acuko  (japán), Luci Christian (angol), ? (magyar)
Lady (レディ; Redi)
Szinkronhangja: Orikasza Fumiko  (japán), Melissa Davis (angol), Nyírő Eszter (magyar)
Patty Lowell (パティ・ローエル; Pati Róeru; Hepburn: Pati Rōeru)
Szinkronhangja: Fukuen Miszato  (japán), Hilary Haag (angol), Vágó Bernadett (magyar)
J.D. Morisson (J・D・モリソン; J. D. Moriszon; Hepburn: J. D. Morison)
Szinkronhangja: Ócuka Akio  (japán), Rob Mungle (angol), Megyeri János (magyar)
Dante összekötője. Rendszeresen hoz munkát Danténak, néha megjavít ezt-azt az irodája körül.
Cid (Sid) (シド; Sido; Hepburn: Shido)
Szinkronhangja: Nozava Nacsi  (japán), Christopher Ayres (angol), ? (magyar)
Nina Lowell (ニーナ・ローエル; Nína Róeru; Hepburn: Nīna Rōeru)
Szinkronhangja: Hiszakava Aja  (japán), Stephanie Wittels (angol), ? (magyar)
Patty édesanyja.

## Megjelenések

### Előzetesek
A Capcom 2006. szeptember 22-én jelentette be a Tokyo Game Show-n, hogy a Devil May Cry videójáték-sorozata animeadaptációt fog kapni és 2007 tavaszán lesz látható. Az első bemutató videóban, amelyet a sorozat hivatalos oldalán tettek közzé, kiderült, hogy Dante lesz az anime történetének főszereplője.
A második előzetest a 2007-es Tokyo International Anime Fairen mutatták be. Ebben már látható volt egy részlet az animéből és közzétettek egy szereplő- és szereposztáslistát, amelyben teljesen új és a játékokból átemelt további szereplők nevei voltak olvashatóak.

### Japán
A sorozatot Japánban a WOWOW csatorna sugározta 2007. június 14. és szeptember 6. között 12 epizódon keresztül. Az epizódok angol címet kaptak.
Az animében egy nyitó- és egy zárótéma hallható. Előbbi a d.m.c. a Rungran együttestől, utóbbi az I’ll be your home Oikava Rintől. A filmzenei lemezt 2007. augusztus 18-án adta ki a Media Factory. 2007. december 21-én és 2008. február 27-én két kötetben egy dráma CD is megjelent.
2007. szeptember 21. és 2008. február 22. között a Media Factory hat DVD-n adta ki a sorozatot, lemezenként 2 epizóddal. A Devil May Cry 4 mellé egy különleges kiadást is csomagoltak az első DVD-ből. A lemezek extrákat is tartalmaznak, mint Dante japán szinkronhangjával, Morikava Tosijukival készített interjút és a Devil May Cry 4-gyel kapcsolatos előzeteseket.
Az összes részt tartalmazó díszdobozos Blu-ray kiadás 2009. július 24-én jelent meg.

### Angol nyelvterület
Angol nyelvterületre az ADV Films licencelte, de végül a Funimation Entertainmenthez kerültek a jogok. Televízióban a Funimation Channel és a Chiller vetítette.

### Magyarország
Magyarországon a Mirax kiadó 2011 novemberében adta ki a sorozatot 3 DVD-n (később díszdobozban is) magyar, japán és angol szinkronnal és magyar felirattal.

## Fogadtatás
Az Anime News Network kritikusai, Jacob Hope Chapman és Carl Kimlinger inkább negatív véleménnyel voltak a sorozatról. A történetet és az akciójeleneteket nem túl érdekfeszítőnek, a szereplőket laposnak találták és kritizálták a rengeteg klisét. Chapman a vad gót látványt, és a néha túlzó humort emelte ki pozitívumként, míg Kimlinger az ömlő vérrel, sötétséggel, csúszóssággal és baljós hangulattal megtöltött jeleneteket.